# Sue Lyon
Suellyn Lyon, detta Sue (Davenport, 10 luglio 1946 – Los Angeles, 26 dicembre 2019), è stata un'attrice statunitense, conosciuta principalmente per aver interpretato il personaggio di Lolita nell'omonimo film diretto da Stanley Kubrick nel 1962.

## Biografia
Ultima di cinque figli, pochi mesi dopo la sua nascita perse il padre, che lasciò la famiglia in una grave situazione economica che spingerà nel 1958 la vedova Sue Karr Lyon a trasferirsi in California, nei dintorni di Los Angeles; in questa città la giovane Suellyn mosse i primi precoci passi nel mondo dello spettacolo, prima posando come modella per un catalogo della catena di grandi magazzini J. C. Penney, quindi partecipando come attrice bambina con piccoli ruoli alle serie televisive Dennis la minaccia e Letter to Loretta.
Sul set di quest'ultimo show, la ragazza venne notata dal regista Stanley Kubrick, che la propose nella produzione del film Lolita (1962) per il ruolo da protagonista accanto a James Mason e Shelley Winters: dopo un colloquio tenuto con lo stesso regista e con il produttore James B. Harris, e con il benestare di Vladimir Nabokov, autore del romanzo e della sceneggiatura da cui la pellicola era tratta, la quattordicenne Lyon venne ingaggiata, battendo così la concorrenza di altre 800 aspiranti.
Il ruolo di Lolita la trasformò subito in una promettente stellina, consentendole di interpretare altri ruoli di giovane tentatrice, piuttosto conturbante e audace per l'epoca, come in La notte dell'iguana (1964) di John Huston, Missione in Manciuria (1966) di John Ford, L'investigatore (1967) di Gordon Douglas e Carta che vince, carta che perde (1967) di Irvin Kershner, tutti film in cui la Lyon ebbe l'opportunità di recitare accanto a famosi attori. Tuttavia alla fine di quel decennio, e superata l'adolescenza, il successo si affievolì e il cinema prese rapidamente a dimenticarla, relegandola soprattutto al ricordo del famoso film di Kubrick e anche di quello di Huston. Saltuariamente attiva sulle scene, dopo essere apparsa in qualche produzione televisiva minore e nel film horror Alligator (1980) di Lewis Teague, che non riscosse un grande successo, l'attrice si ritirò definitivamente dal mondo dello spettacolo e dalle apparizioni in pubblico.
Da tempo malata, è morta a Los Angeles il 26 dicembre 2019, all'età di 73 anni.

## Filmografia

### Cinema
- Lolita, regia di Stanley Kubrick (1962)
- La notte dell'iguana (The Night of the Iguana), regia di John Huston (1964)
- Missione in Manciuria (7 Women), regia di John Ford (1966)
- Carta che vince, carta che perde (The Flim Flam Man), regia di Irvin Kershner (1967)
- L'investigatore (Tony Rome), regia di Gordon Douglas (1967)
- I quattro sul sentiero di sparo (Four Rode Out), regia di John Peyser (1970)
- Evel Knievel, regia di Marvin J. Chomsky (1971)
- I vizi morbosi di una giovane infermiera (Una gota de sangre para morir amando), regia di Eloy de la Iglesia (1973)
- Erica... un soffio di perversa sessualità (Tarot), regia di José María Forqué (1973)
- Crash - L'idolo del male (Crash!), regia di Charles Band (1976)
- End of the World, regia di John Hayes (1977)
- The Astral Factor, regia di John Florea (1978)
- Towing, regia di Maura Smith (1978)
- Alligator, regia di Lewis Teague (1980)

### Televisione
- Arsenico e vecchi merletti (Arsenic and Old Lace), regia di Robert Scheerer – film TV (1969)
- Le donne preferiscono il vedovo (But I Don't Want to Get Married!), regia di Jerry Paris – film TV (1970)
- Il virginiano (The Virginian) – serie TV, episodio 9x10 (1970)
- Smash-Up on Interstate 5, regia di John Llewellyn Moxey – film TV (1976)
- Don't Push, I'll Charge When I'm Ready, regia di Nathaniel Lande – film TV (1977)
- Sulle strade della California (Police Story) – serie TV, episodio 5x03 (1978)
- Fantasilandia (Fantasy Island) – serie TV, episodio 1x13 (1978)

## Doppiatrici italiane
- Vittoria Febbi in La notte dell'iguana, Missione in Manciuria
- Germana Calderini in Lolita (eccetto ultima scena)
- Maria Pia Di Meo in  Lolita (solo ultima scena)

## Discografia
Nel 1962, in seguito all'uscita del film Lolita, la MGM Records pubblicò oltre alla classica colonna sonora in versione LP, un singolo 45 giri contenente sul lato A la traccia Lolita Ya Ya, peraltro già presente nell'LP, e sul lato B l'inedita Turn Off the Moon. Entrambe le canzoni furono incise da Sue Lyon.